# Trutnovská autobusová doprava

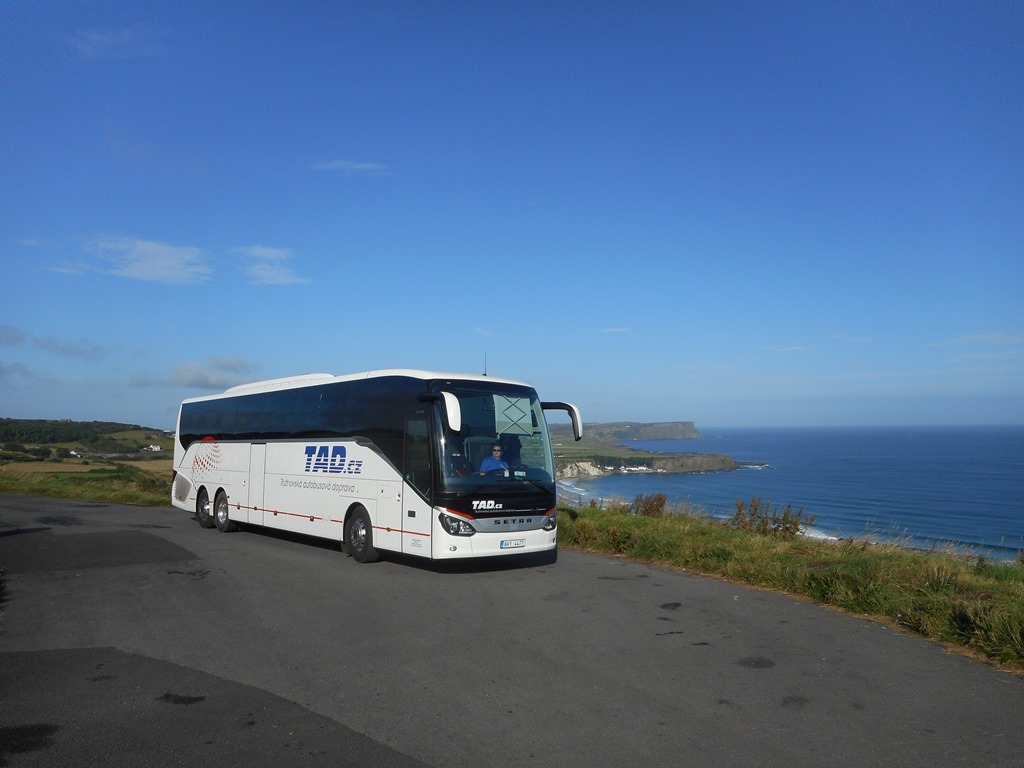
Setra 517 HD na zájezdu.

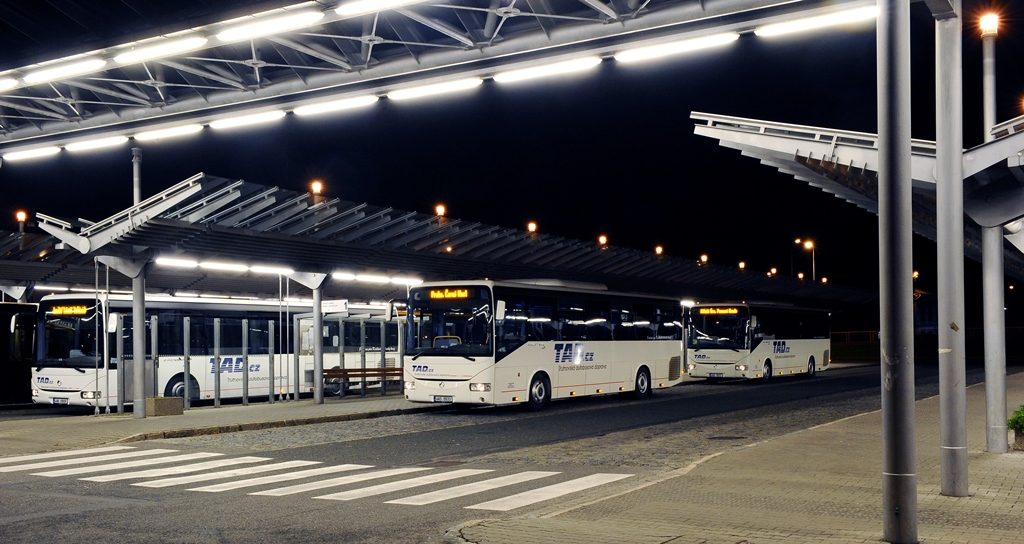
Autobusové nádraží Trutnov

Trutnovská autobusová doprava s.r.o. (TAD), je česká rodinná dopravní firma, která byla založena v roce 1996. V té době firma vlastnila 1 autobus výrobce Karosa. V říjnu 2015 vlastnila firma 12 autobusů značky Setra a Iveco. Obsaditelnost vozidel je 49 – 57 míst. Dále firma disponuje mikrobusem pro 17 osob a několika osobními vozidly pro přepravu osob. Mezi hlavní činnosti firmy patří zájezdová a linková doprava. 

## Linková doprava
Firma zajišťuje vlastní dálkové linky z Trutnova do Prahy a z Prahy do Špindlerova Mlýna. Dále pro Královéhradecký kraj provozuje regionální linky v okolí Trutnova, Janských lázní, Pece pod Sněžkou a Vrchlabí. 

## Dálkové linky
- Linka 690101 Pec p. Sněžkou-Janské Lázně-Svoboda n. Úpou-Trutnov-Jaroměř-Hradec Králové-Praha
- Linka 690102 Pec p. Sněžkou-Janské Lázně-Svoboda n. Úpou-Trutnov-Nová Paka-Jičín-Praha
- Linka 690103 Pec p. Sněžkou-Janské Lázně-Svoboda n. Úpou-Trutnov-Hořice-Nový Bydžov-Praha
- Linka 690110 Špindlerův Mlýn-Vrchlabí-Jilemnice-Nová Paka-Jičín-Praha

## Regionální linkʏ
- Linka 690104 Trutnov-Svoboda n. Úpou-Pec p. Sněžkou
- Linka 690106 Trutnov-Radvanice-Adršpach
- Linka 690108 Trutnov-Malá Úpa, Pomezní Boudy
- Linka 690109 Trutnov-Janské Lázně
- Linka 690329 Trutnov-Dvůr Králové n. L.
- Linka 690335 Dvůr Králové n. L.-Malá Úpa, Pomezní Boudy
- Linka 690336 Trutnov-Žacléř-Trutnov
- Linka 690337 Trutnov-Staré Buky-Pilníkov
- Linka 690339 Pec p. Sněžkou-Vrchlabí

## IREDO
Všechny linky dopravce jsou v rámci Královéhradeckého kraje součástí dopravního systému IREDO. Cestující tak mohou využívat IREDO karty na všech linkách dopravce na území KHK. Na dálkové linky nabízí dopravce vlastní elektronické peněženky TAD.